# چیراس
چیراس (به لاتین: Chiras) یک منطقهٔ مسکونی در افغانستان است که در ولایت سرپل واقع شده‌است.